# Danas Pozniakas
Danas Pozniakas est un boxeur soviétique né le 19 octobre 1939 à Tolchak, Pologne, et mort le 4 février 2005 à Vilnius, Lituanie.

## Carrière
Champion olympique des poids mi-lourds aux Jeux de Mexico en 1968, il remporte également trois titres européens consécutifs en 1965, 1967 et 1969.

## Parcours auxJeux olympiques
Jeux olympiques d'été de 1968 à Mexico (poids mi-lourds) :
- Bat Jürgen Schlegel (RDA) aux points 5-0
- Bat Georgi Stankov (Bulgarie) aux points 5-0
- Bat Ion Monea (Roumanie) par forfait

## Parcours auxchampionnats d'Europe
- Championnats d'Europe de boxe amateur 1963 à Moscou[2] (poids mi-lourds)
- Championnats d'Europe de boxe amateur 1965 à Berlin[3] (poids mi-lourds)
- Championnats d'Europe de boxe amateur 1967 à Rome[4] (poids mi-lourds)
- Championnats d'Europe de boxe amateur 1969 à Bucarest[5] (poids mi-lourds)